# Blåvandshuks kommun
Blåvandshuks kommun (danska: Blåvandshuk Kommune) var en kommun i dåvarande Ribe amt i sydvästra Danmark. Kommunen omfattade ett område kring udden Blåvandshuk (därav namnet), nordväst om staden Esbjerg och hade 4 368 invånare (2003). Tätorten Oksbøl utgjorde kommunens centralort.

## Administrativ historik
Blåvandshuks kommun bildades i samband med kommunreformen 1970 genom en sammanslagning av de två landskommunerna Ho-Oksby och Ål.
Den 1 januari 2007, som en del av kommunreformen 2007, gick Blåvandshuks kommun, tillsammans med kommunerna Blåbjerg och Ølgod samt huvuddelen av Helle kommun, upp i Varde kommun.

## Socknar
Inom Danska folkkyrkan var dåvarande Blåvandshuks kommun indelad i tre socknar:
- Ho socken
- Oksby socken
- Åls socken

Socknarna ingår i Varde prosteri i Ribe stift.

## Borgmästare
- Egon Jensen, 1 april 1970–1975[4]
- Harry M. Thomsen, 1975–31 december 1985[4]
- Sten Nielsen, 1 januari 1986–31 december 1989[4]
- Edna Jessen, 1 januari 1990–31 december 2001[4]
- Hans Christian Thoning, 1 januari 2002–31 december 2006[4]

Denna lista hämtas från Wikidata. Informationen kan ändras där.

## Bilder

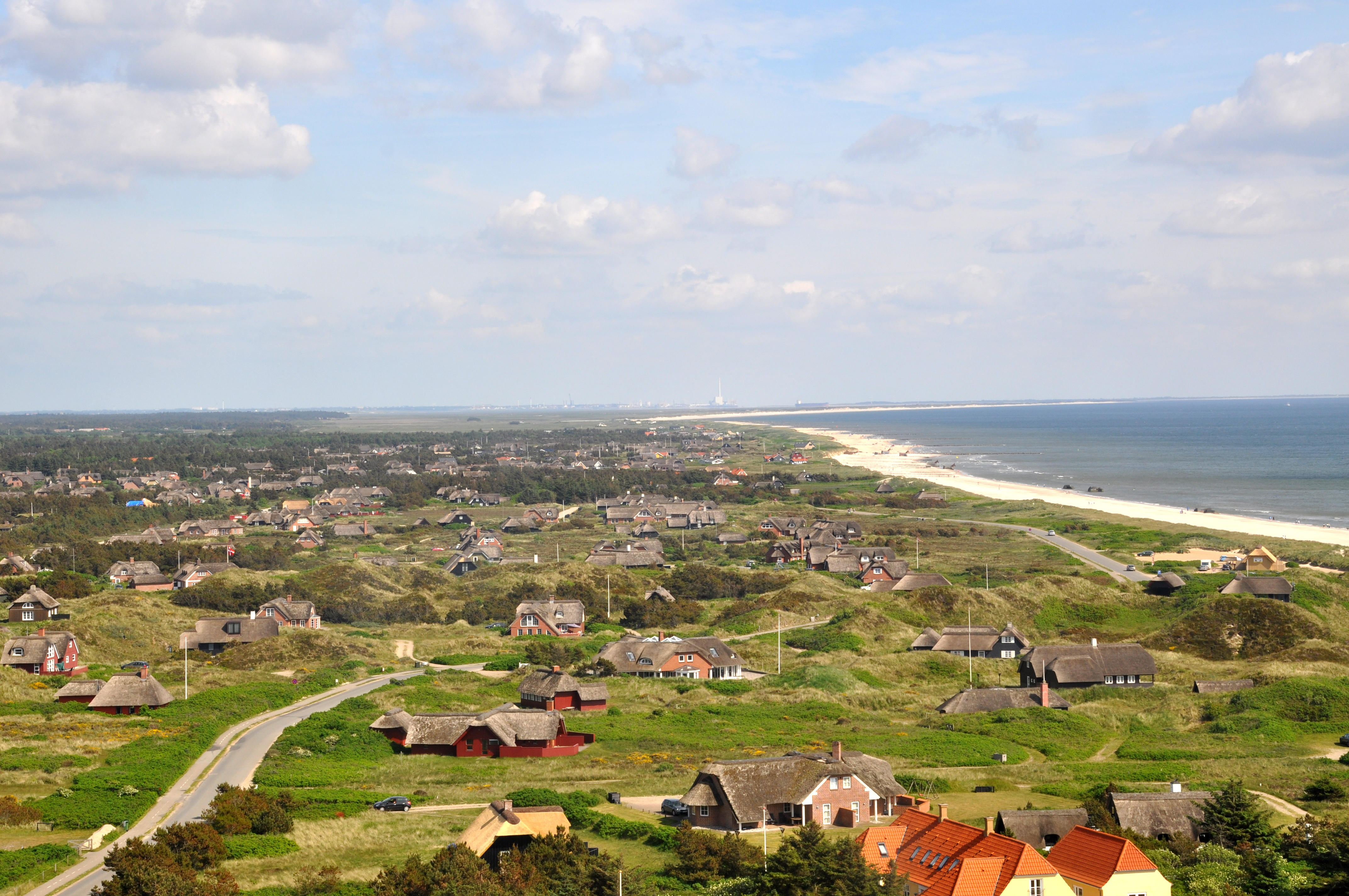
Orten Blåvand.
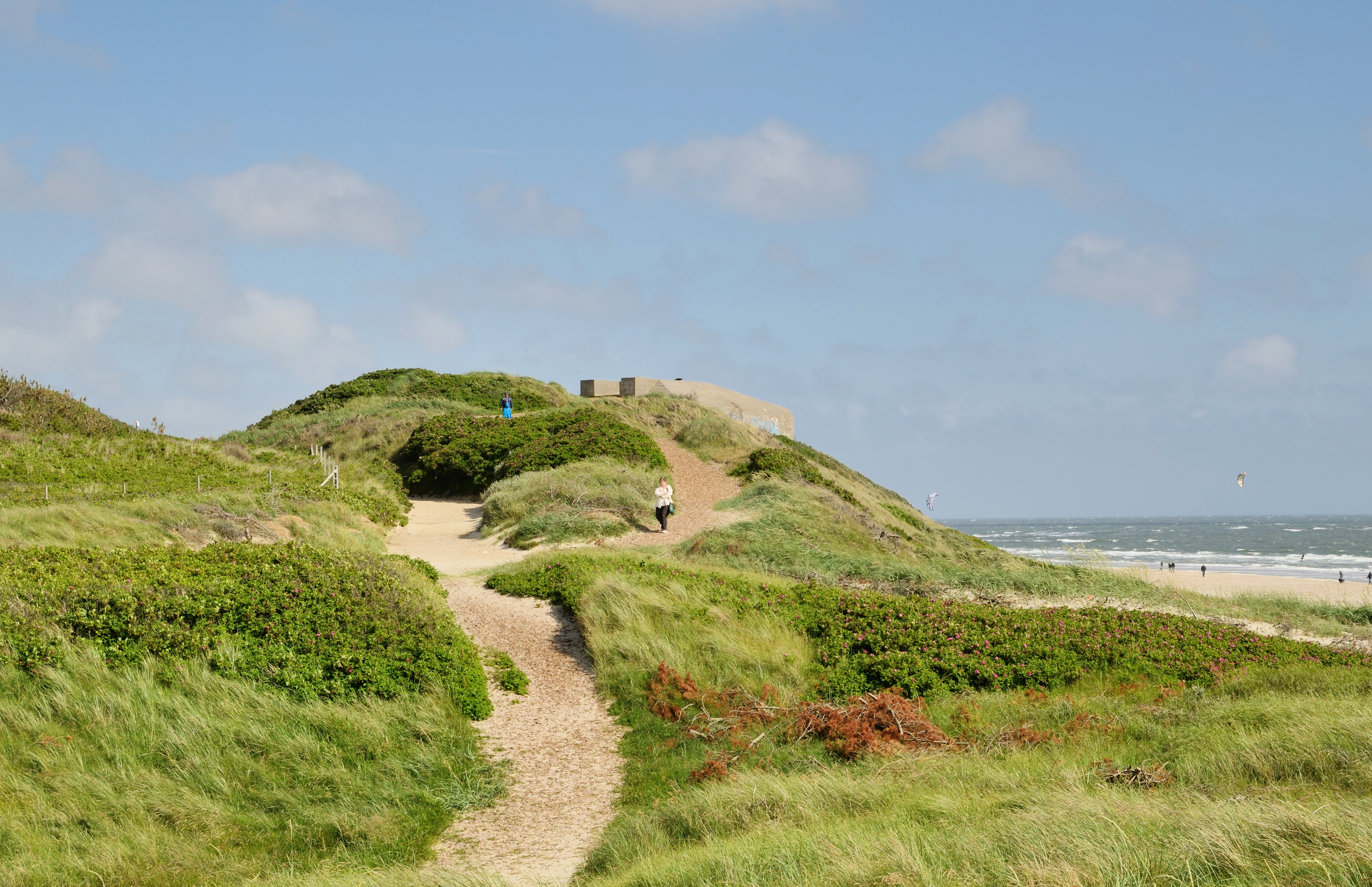
Sanddynor på Blåvandshuk.
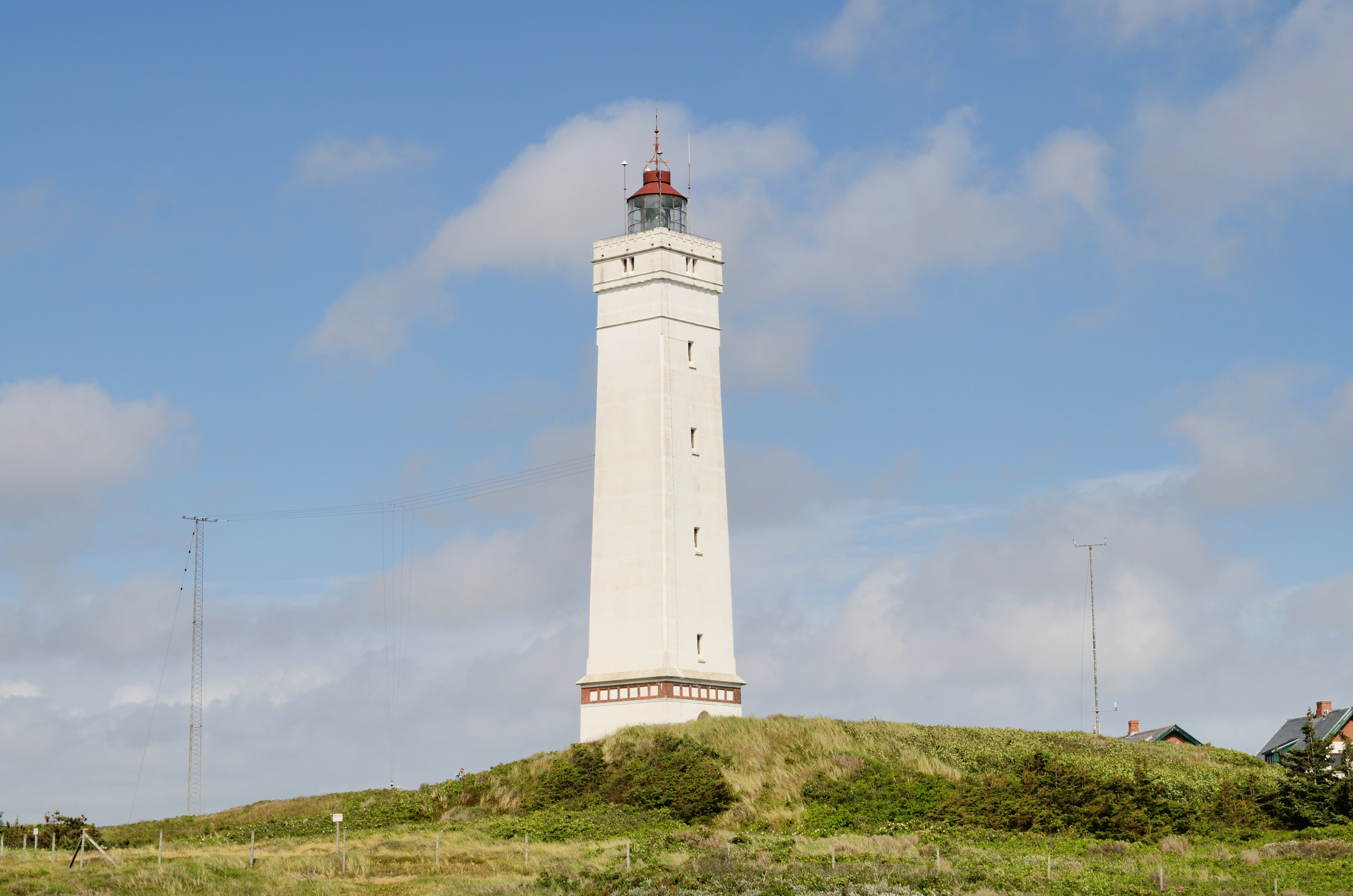
Blåvands fyr.
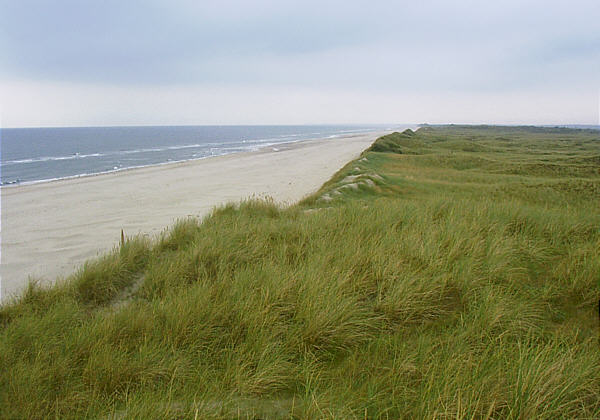
Sandstrand vid Skallingen.